# Carl Gustav Thulin
Carl Gustav Thulin, född 9 oktober 1845, död 25 mars 1918, var en svensk redare. Han var delägare och sedermera ensam ägare av rederiet Nordström & Thulin.  

## Biografi
Carl Gustav Thulin var son till Anders Thulin och Charlotta Thulin. År 1861 anställdes  den då 16-årige Carl Gustav Thulin av skeppsmäklaren Carl David Nordström (1816–1881) i en firma som sedan 1850 sysslade med befraktning och klarering av fartyg i Stockholm. Redan 1866 blev Thulin delägare och företaget kallades Nordström & Thulin. Samma år förvärvade bolaget sitt första fartyg. Några år senare utträdde Nordström ur firman, som då kom att ägas endast av familjen Thulin. Företagets huvudkontor låg på Skeppsbron 34.
Carl Gustav Thulin var efter 1895 italiensk konsul i Stockholm och efter 1899 generalkonsul. Han var även samlare av asiatiska antikviteter. År 1903 lät han uppföra en villa i Saltsjöbaden, Villa Gistra,  som han uppkallade efter sin hustrus flicknamn. Han var gift med Helena Gistrén (1850–1935). Huset ritades av arkitekt Carl Westman och är idag mera känt under namnet Thulinska villan.
Carl Gustav Thulin är begravd på Norra begravningsplatsen utanför Stockholm.